# بیل ترنبول
ویلیام رابرت جولیون ترنبول (به انگلیسی: William Robert Jolyon Turnbull ) (زاده ۲۵ ژانویه ۱۹۵۶ – درگذشته ۳۱ اوت ۲۰۲۲) یک مجری تلویزیون و رادیو و روزنامه‌نگار بود که فعالیتش در پخش بیش از چهار دهه ادامه داشت. او فعالیت خود را برای بعضی از ایستگاه های رادیویی همچون رادیو کلاید و رادیو بی‌بی‌سی ۴   آغاز کرد. ترنبول پیش از اینکه مهم ترین نقش خود را تحت عنوان یکی از مجریان اصلی بی‌بی‌سی برکفست در دست گیرد، به مدت ۱۵ سال بین سال‌های ۲۰۰۱ تا ۲۰۱۶، اخبار بی‌بی‌سی و رادیو ۵ بی‌بی‌سی را به شکل زنده عرضه نمود. وی بعد از مدتی در فعالیتش، سریال دینی آهنگ های ستایش و بازی شو تانک فکر کرد و بعدها مجری رادیو کلاسیک اف ام شد.

## اوایل زندگی
ترنبول در تاریخ ۲۵ ژانویه ۱۹۵۶ در شهر گیلفورد، ساری متولد شد. او در میان چهار خواهر و برادر فرزند کوچک بشمار می رفت، بعدها ترنبول در دوران نوجوانی و جوانی اش در کنار یک وکیل دادگستری اسکاتلندی که در شهر لندن مشغول فعالیت بود، در آنجا مشغول فعالیت بود. بعدها او در دانشکده ایتن و دانشگاه ادینبورگ تحصیل می کند و بعدها در همان محل روزنامه دانشجویی را ویرایش می کند. و بعد از آن ترنبول در سال ۱۹۷۸ از دانشگاه کاردیف فارغ التحصیل می شود.

## زندگی شخصی و مرگ
ترنبول در مارس ۱۹۸۸ با زنی  بنام سارا مک کمبی اشنا می شود و بعدها  با او در ناحیه هکنی لندن ازدواج می کند. و بعد از مدتی صاحب دو فرزند پسر و یک دختر می شود. او و همسرش پیش از این در جردنز ، باکینگهام شایر مشغول زندگی بایکدیگر بودند، ولی در سال ۲۰۱۲، پس از انتقال بی بی سی برکفست به رینو ، به سالفورد ، چشایر مهاجرت کردند. بعدها ، او به تبرتون ، سافولک مهاجرت نمود.